# James Hamilton (4. baron Hamilton of Dalzell)
James Leslie Hamilton (ur. 11 lutego 1938, zm. 28 września 2006) – brytyjski arystokrata i polityk, syn Johna Hamiltona, 3. barona Hamilton of Dalzell, i Rosemary Coke, córki majora Johna Coke'a.
Podobnie jak matka, lord Hamilton należał do Stowarzyszenia Chrześcijańskiej Nauki. Wykształcenie odebrał w Claremont Fair Court i w Eton College. Służbę wojskową odbył w latach 1955–1958 w Coldstream Guards. Później pracował w londyńskim City jako agent finansowy. Należał do stowarzyszenia London Stock Exchange w latach 1967–1980. Po śmierci ojca w 1990 r. odziedziczył tytuł barona Hamilton of Dalzell i zasiadł w Izbie Lordów.
W 1967 r. poślubił Ann Corinnę Helenę Dixon, córkę Piersona Dixona. James i Ann mieli razem czterech synów:
- Gavin Goulburn Hamilton (ur. 8 października 1968), 5. baron Hamilton of Dalzell
- Robert Pierson Hamilton (ur. 29 lipca 1971)
- John Duff Hamilton (ur. 29 lipca 1971)
- Benjamin James Hamilton (ur. 5 listopada 1974)

Swoje pierwsze przemówienie wygłosił w kwietniu 1992 r. Należał do Partii Konserwatywnej, ale często sprzeciwiał się projektom jej liderów. Eurosceptyczny, sprzeciwiał się kierownictwu swojej partii w sprawach dotyczących wspólnej polityki rolnej oraz traktatu z Maastricht. W 2001 r., razem z trzema innymi parami, zgłosił petycję do królowej na podstawie artykułu 61 Wielkiej Karty Swobód (co nie było praktykowane od 300 lat), twierdząc że traktat nicejski łamie postanowienia tejże Karty. Popierał jednak idee konstytucji europejskiej. Należał do Stowarzyszenia Wolności, które w 2004 r. opublikowało Manifesto for Sovereign Britain.
Sprzeciwiał się reformom form dzierżawy jak również zmianom w prawie rodzinnym. Był gorącym oponentem reformowania Izby Lordów. Odrzucił proponowane mu miejsce w zreformowanej Izbie i w 1999 r., w momencie wejścia w życie reformy, utracił swoje miejsce w Parlamencie.
Działał w wielu fundacjach dobroczynnych, głównie w Fundacji Królowej Elżbiety dla Osób Niepełnosprawnych (której był przewodniczącym od 1989 r.), Rowton Houses i Henry Smith Charity. Jego pasją było ogrodnictwo. Posiadał wysoko oceniany ogród w Surrey. Od 1997 r. aż do śmierci był przewodniczącym Narodowej Rady Ochrony Roślin i Ogrodów. Pod jego kierownictwem założono 650 narodowych kolekcji roślin.
Lord Hamilton zmarł na raka w wieku 68 lat. Tytuł barona odziedziczył jego najstarszy syn.